# Craugastor underwoodi
Craugastor underwoodi är en groddjursart som först beskrevs av George Albert Boulenger 1896.  Craugastor underwoodi ingår i släktet Craugastor och familjen Craugastoridae. IUCN kategoriserar arten globalt som livskraftig. Inga underarter finns listade i Catalogue of Life.